# Thrasychirus modestus
Espèce
Thrasychirus modestus est une espèce d'opilions eupnois de la famille des Neopilionidae.

## Distribution
Cette espèce se rencontre au Chili dans la région de Magallanes et en Argentine dans la province de Terre de Feu,.

## Description
Le mâle holotype mesure 3,5 mm.

## Systématique et taxinomie
Cette espèce a été décrite par Simon en 1902.

## Publication originale
- Simon, 1902 : « Arachnoideen, excl. Acariden und Gonyleptiden. » Ergebnisse der Hamburger Magalhaensischen Sammelreise 1892/1893. Band Arthropoden. Naturhistorisches Museum zu Hamburg, L. Friederichsen & Co., Hamburg, vol. 6, no 4, p. 1-47.